# 스타드 데 마터스
스타드 데 마터스(Stade des Martyrs, 다른 이름: Stade des Martyrs de la Pentecôte, 구 명칭: Stade Kamanyola)은 수도 킨샤사의 킨샤사 코뮌에 위치한 콩고민주공화국의 국립 경기장이다. 80,000석을 수용할 수 있는 이 경기장은 콩고민주공화국에서 가장 큰 경기장이자 아프리카에서는 4번째로 큰 경기장이다. 콩고 축구 국가대표팀, AS 비타 클뢰브(Association Sportive Vita Club), 달링 클럽 모테마 펨베(Daring Club Motema Pembe)의 홈 경기장으로 사용되며 콩고 최대 규모의 다기능 경기장이다.
원래 1993년에 건설된 이 경기장은 1966년 6월 2일 오순절에 레오폴드빌(현 킨샤사)에서 공개 교수형을 당한 에바리스트 킴바(Evariste Kimba), 제롬 아나니(Jérôme Anany), 에마누엘 밤바(Emmanuel Bamba), 알렉상드르 마함바(Alexandre Mahamba) 등의 목사들을 기리기 위해 1997년에 이름이 변경되었다.
2023 프랑코포니 게임(2023 Jeux de la Francophonie)은 육상, 농구, 축구, 레슬링, 사이클링 등 40개국 이상에서 약 3,000명의 선수가 참가한 대회였다.